# Tilo Jung

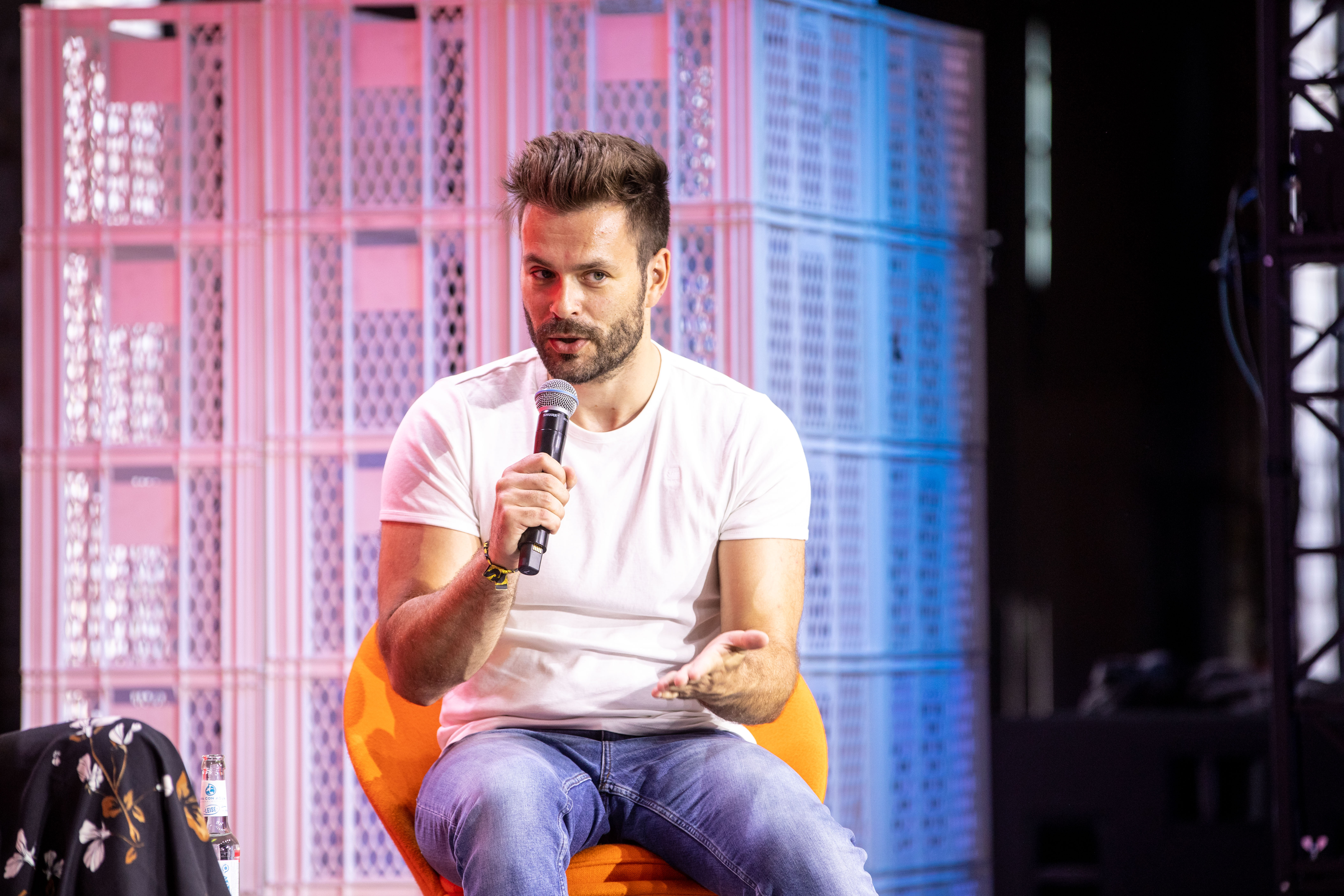
Tilo Jung (2023)

Tilo Jung (* 21. Oktober 1985 in Malchin) ist ein deutscher Journalist, Podcaster und Webvideoproduzent. Er ist Gründer und Moderator des Interview-Formats Jung & Naiv.

## Biografie

### Jugend und Ausbildung
Tilo Jung wurde als Sohn des Schlossers und Lackierers Jörg Jung und der Standesbeamtin Petra Jung in Malchin geboren und wuchs im Kummerower Ortsteil Leuschentin in der Mecklenburgischen Schweiz auf. In seiner Jugend schrieb er für einige Jahre bei seiner regionalen Heimatzeitung Nordkurier. Nach eigenen Angaben wurde er während eines Auslandsjahres an einer High School in den USA anlässlich des Irakkriegs politisiert. Nach dem Abitur leistete er Grundwehrdienst beim Panzerbataillon 403 in Schwerin. Politisch verortete sich Jung zunächst als Konservativer, unterstützte bei der Bundestagswahl 2005 Angela Merkel und die CDU und befürwortete unter anderem die Hartz-IV-Reformen. Diese Haltung revidierte Jung später, als er die Agenda 2010 als einen „der großen Fehler der letzten zwanzig Jahre“ bezeichnete und in der „sozialen Schieflage“ einen wichtigen Grund für den Aufstieg der AfD sah.
Im Jahr 2006 begann Jung, an der Berliner Humboldt-Universität Betriebswirtschaftslehre zu studieren, wechselte jedoch nach einigen Semestern das Studienfach. Schlussendlich brach er auch das Studium der Rechtswissenschaft nach zwei Jahren ab. Während des Studiums arbeitete Jung bei diversen Internet- und Start-up-Unternehmen, beispielsweise beim sozialen Netzwerk studiVZ, der Jobbörse für junge Akademiker Absolventa oder auch bei Onlineshops wie Spreadshirt, Zalando und DailyDeal in den Bereichen Kundendienst, Produktmanagement, Produkteinpflege und Marketing. Nebenher arbeitete er gelegentlich auch als Model.

### Erste Tätigkeiten als Journalist
Jung wurde 2011 freier Mitarbeiter beim Medienmagazin von Radio Eins vom Rundfunk Berlin-Brandenburg. Als Radioreporter war er für Interviews und Reportagen über Social Media und internationale Politik zuständig, z. B. rund um die US-Präsidentschaftswahl 2012.
Auf der Bertelsmann-Gala 2012 war Jung als „Social Media VIP Reporter“ eingesetzt, bei der er unter dem Motto Ask Deutschlands VIPs anything prominenten Gästen wie Günther Jauch Fragen stellte, die zuvor auf Facebook gesammelt worden waren. Diese Idee setzte er später unter dem Namen All you can ask mit der Präsidentin des Bundes der Vertriebenen und CDU-Bundestagsabgeordneten Erika Steinbach fort. Bei einer Rede vor dem Medienausschuss im Abgeordnetenhaus von Berlin forderte er eine staatliche Förderung für Journalisten, wie etwa eine Recherchestiftung für investigativen Journalismus anstelle der derzeitigen Finanzierung von medialen Institutionen.

### Interview-FormatJung und Naiv
Anfang Februar 2013 spielte Jung zum ersten Mal die Rolle des naiven, unbedarften Reporters und stellte die Videoclips unter dem Namen Jung & Naiv – Politik für Desinteressierte in seinem YouTube-Kanal ins Netz. Das Projekt finanziert sich durch Crowdfunding über die Online-Plattform Krautreporter. Ab August 2013 nahm der neu gegründete Privatsender Joiz Jungs Format ins Programm auf, die ungekürzten Interviews stellte er weiterhin nach Ausstrahlung bei YouTube online.
Für seinen scheinbar naiven Moderatoren-Charakter ließ sich Jung als 27-Jähriger nach eigenen Angaben vom US-Fernsehmoderator Stephen Colbert inspirieren, der in seiner Nachrichtenparodie Colbert Report in die Rolle eines rechtspopulistischen Kommentators schlüpft. Im April 2015 veröffentlichte er so auch ein Video in der dem nachempfundenen Rolle „Stephan Cybert“ als Moderator des „Cybert Report“ auf YouTube. In Bezug auf die Debatte über die zunehmende Politikverdrossenheit vertrat er die Meinung: „Die Medien sind politikverdrossen, weil sie kein Interesse mehr haben, Sachverhalte erklärend darzustellen.“
Jung behandelt nicht nur innenpolitische Themen, sondern auch die Außenpolitik. Als aufgrund der völkerrechtswidrigen Annexion der Krim durch Russland die Euromaidan-Bewegung in den Hintergrund gerückt war, reiste das Team von Jung & Naiv Anfang März 2014 in die Ukraine. Anlässlich der Europawahl 2014 entschloss sich Jung, Vertreter politischer Organisationen in Griechenland, Spanien und Italien zu interviewen. Diese Reisen wurden auch durch Crowdfunding finanziert. Im Zusammenhang mit dem Gaza-Konflikt 2014 reiste er im Juli 2014 nach Israel und Palästina. Mit dem Untertitel The search for an end of a never-ending story entstanden 25 Filmbeiträge, in denen Aktivisten, Journalisten und politische Berater beider Seiten zu Wort kamen.
Als Mitglied des Journalistenteams des Online-Magazins Krautreporter publizierte Jung von Oktober 2014 bis März 2015 die neuen Interviews nicht nur als Videos, sondern auch in Textform. 2014 hatte er von allen Autoren in diesem Magazin die meisten Artikel.

### Bundespressekonferenz

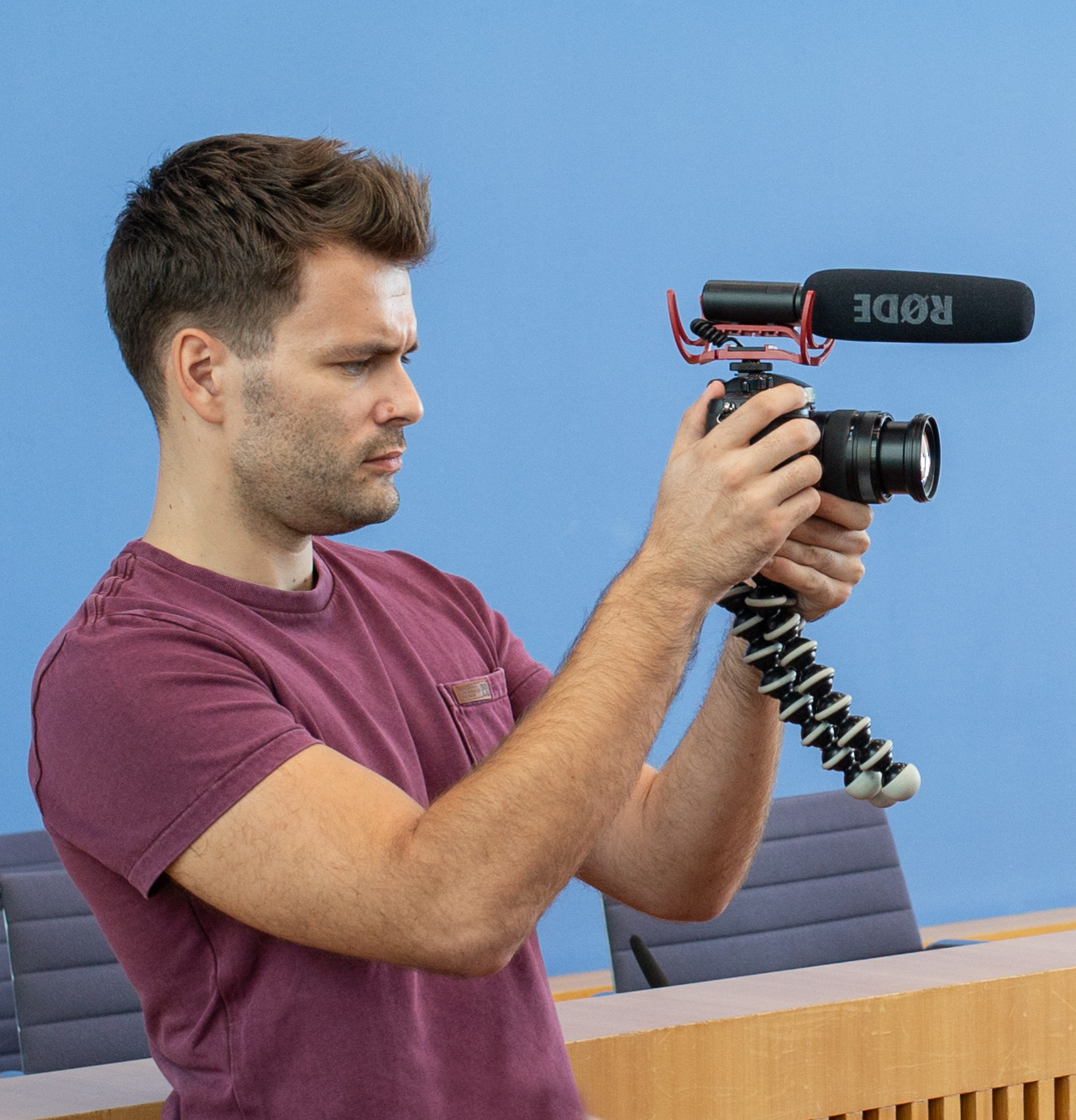
Tilo Jung im Saal der Bundespressekonferenz (2018)

Im Frühjahr 2014 wurde Jung Mitglied der Bundespressekonferenz. Als Online-Journalist veröffentlichte er des Öfteren seine dort gestellten Fragen und die erhaltenen Antworten als Transkript in seinen Social-Media-Seiten, später auch als Videos auf seinem YouTube-Kanal, wobei er als Journalist und nicht als Youtuber wahrgenommen werden wollte. Die Bundestagsverwaltung wollte Jung erst keinen Presseausweis für den Bundestag ausstellen, erst als sich Bundestagsabgeordnete quer durch die Parteienlandschaft beschwerten, bekam Jung den Ausweis. Anfang 2015 veröffentlichte er die dort aufgenommenen Folgen auf seinem YouTube-Kanal unter der Rubrik BPK für Desinteressierte. Im Gegensatz zu den anderen Hauptstadtjournalisten war sein „Ansatz … [zu] informieren, wie die Bundesregierung informiert“. Ab Mitte April begann er, kurze Clips aus den sehr langen Folgen anzubieten, bald darauf auch themensortierte Zusammenschnitte verschiedener Folgen, sogenannte „Super-Cuts“.

### Podcaster
Etwa zeitgleich startete er in Zusammenarbeit mit dem Soziologen und ehemaligen F.A.Z.-Journalisten Stefan Schulz ein Podcast-Format mit dem Titel Aufwachen! Darin besprachen und bewerteten sie die Fernsehnachrichten der öffentlich-rechtlichen Sendeanstalten. Finanziert wurde das Format über Spenden. Der erste Podcast wurde am 13. April 2015 veröffentlicht und erschien regelmäßig bis Juli 2020. Nach einer mehr als zweijährigen Pause wurde das Format am 16. November 2022 fortgesetzt. Die letzte Folge des Podcasts erschien am 16. Juli 2024.

### Weitere journalistische Projekte
Vom 12. Juli bis 8. November 2016 arbeitete Jung für kurze Zeit, 5 Ausgaben, mit seinem gegensätzlichen Kollegen Rayk Anders in dem Format Jung & Anders bei Massengeschmack-TV zusammen. Dieses gemeinsame Projekt scheiterte aber schließlich an internen Auseinandersetzungen.
Im Sommer 2017 drehten Tilo Jung und sein Freund und Kollege Alexander Theiler in Kooperation mit dem deutsch-französischen Fernsehsender Arte die Dokumentation Follow Me: Arabische Videostars. Der Regisseur Farid Eslam wählte das Team des politischen YouTube-Kanals Jung & Naiv als Protagonisten, um YouTube-Stars aus der arabischen Welt zu interviewen. In der begleitenden Webserie I Follow standen die Follower der Vlogger im Mittelpunkt und deren Themenschwerpunkte wie Atheismus, Rolle der Frau, aber auch Zensur und Überwachung. Drehorte waren in der Türkei, an der syrischen Grenze, Ägypten und in den Vereinigten Arabischen Emiraten. Die erstmalige Fernsehausstrahlung fand allerdings erst am 27. März 2018 statt.
Am 9. Januar 2018 produzierte Tilo Jung zusammen mit dem Unternehmen Seapoint die politische Late-Night-Show „Richtig & Wichtig“. Sie fand im Pilotformat auf ZDFneo statt und wurde um 4:55 Uhr morgens beim Sender ausgestrahlt – eine Veröffentlichung in der ZDFmediathek fand nicht statt. Das Pilotformat wurde nach kürzester Zeit wieder eingestellt und blieb bei einer einzigen Episode, der Pilot wurde auf YouTube von Tilo Jung selbst hochgeladen und veröffentlicht.

### Sonstiges
Im TTIP-Thriller Tödliche Geheimnisse, der 2016 in der ARD ausgestrahlt wurde, hatte er einen Cameo-Auftritt.
Am 14. Dezember 2016 wählte die Fraktion der Piratenpartei des Landtages Nordrhein-Westfalen Tilo Jung zu einem Mitglied der 16. Bundesversammlung.

## Rezeption und Kontroversen

### Resonanz in Medien und Politik
Die Zeit bezeichnete Tilo Jung im Jahr 2020 als „demonstrativ unangepasste […] Reizfigur im Politbetrieb“, die bezüglich Selbstliebe Steffen Seibert den Rang ablaufe. Bei seinen „pausenlos quälend-bohrende[n] Nachfragen“ wisse man nie so genau, ob sie „nicht doch der Sache geschuldet sind oder allein der Selbstvermarktung des Fragestellers auf YouTube dienen.“ Andererseits entlarve er nicht selten das Floskelhaft-Inhaltsleere einer politischen Kommunikation.
Am 29. Juni 2022 interviewte Jung den damaligen ukrainischen Botschafter Andrij Melnyk auch zu dessen erklärter Verehrung des ukrainischen Partisanenführers und NS-Kollaborateurs Stepan Bandera. Unter Jungs Befragung bestritt Melnyk den Vorwurf der Zusammenarbeit Banderas mit den Nazis und warf israelischen, polnischen und deutschen Historikern Geschichtsfälschung vor. Die israelische Botschaft warf Melnyk darauf „Verharmlosung des Holocaust“ vor, der stellvertretende polnische Außenminister rügte Melnyks Interview-Äußerungen als „absolut inakzeptabel“. Am 9. Juli 2022, zehn Tage nach dem Interview, wurde Melnyk von seinem Posten als ukrainischer Botschafter in Deutschland abberufen. In einem Interview mit dem Deutschlandfunk Anfang August 2022 sagte Melnyk, das Interview und insbesondere die Rechtfertigung bezüglich Bandera seien ein Fehler gewesen, und er bedauere, wenn sich durch seine Äußerungen Menschen in Deutschland, Polen, Israel und anderswo verletzt fühlten.

### Kontroversen
Im März 2015 geriet Jung aufgrund eines Postings anlässlich des Weltfrauentages in die Kritik. Auf Instagram hatte Jung eine aus seiner Sicht unterhaltsame Bilderserie veröffentlicht, auf der eine Frau zu sehen war, der am Strand in den Rücken getreten wird und die bäuchlings ins Wasser fällt. Dies löste einen Shitstorm in den sozialen Medien aus, in dem Jung Sexismus vorgeworfen wurde. Daraufhin räumte Jung eine „fehlende Sensibilität für Gewalt gegen Frauen“ sowie ein „mangelndes Bewusstsein“ für frauenfeindliche Veröffentlichungen ein. Die Plattform Krautreporter, für die Jung zu diesem Zeitpunkt arbeitete, distanzierte sich von Jungs Verhalten und dessen „Kokettieren mit Gewalt gegen Frauen“.
Sawsan Chebli, deren Auftritte in der Bundespressekonferenz als stellvertretende Sprecherin des Auswärtigen Amts mehrfach von Jung dokumentiert wurden und die zwei Mal bei Jung & Naiv zu Gast war, beschwerte sich in einem Interview mit Matze Hielscher bei Hotel Matze im Mai 2023 darüber, dass die Öffentlichkeit sie für „dumm und unqualifiziert“ halte. Vorausgegangen waren Videos, in denen sie, unter anderem, auf einfachste Fragen Jungs nicht antworten konnte und stattdessen diese als „unverschämt“ bezeichnete. Auch ihr Führungsstil wurde nach dem Ausscheiden aus der Berliner Senatskanzlei scharf kritisiert.

## Auszeichnungen
Auszeichnungen
- 2013: „Top 30 unter 30“, Preis des Medium Magazin für Nachwuchstalente im Journalismus[1]
- 2013: Pädi 13 Gütesiegel, Pädagogischer Interaktiv-Preis des SIN – Studio im Netz[43]
- 2014: Axel-Springer-Preis, 2. Platz Kategorie Internet[44]
- 2014: Grimme Online Award in der Kategorie Information[45]
- 2024: Preis für Wirtschaftspublizistik der Keynes-Gesellschaft[46]

Nominierungen
- 2012: Goldener Blogger des Jahres[47]
- 2014: Deutscher Fernsehpreis in der Kategorie Beste Information[48]